# Myristica dactyloides
Myristica dactyloides är en tvåhjärtbladig växtart som beskrevs av Joseph Gaertner. Myristica dactyloides ingår i släktet Myristica och familjen Myristicaceae. Inga underarter finns listade i Catalogue of Life.

## Bildgalleri

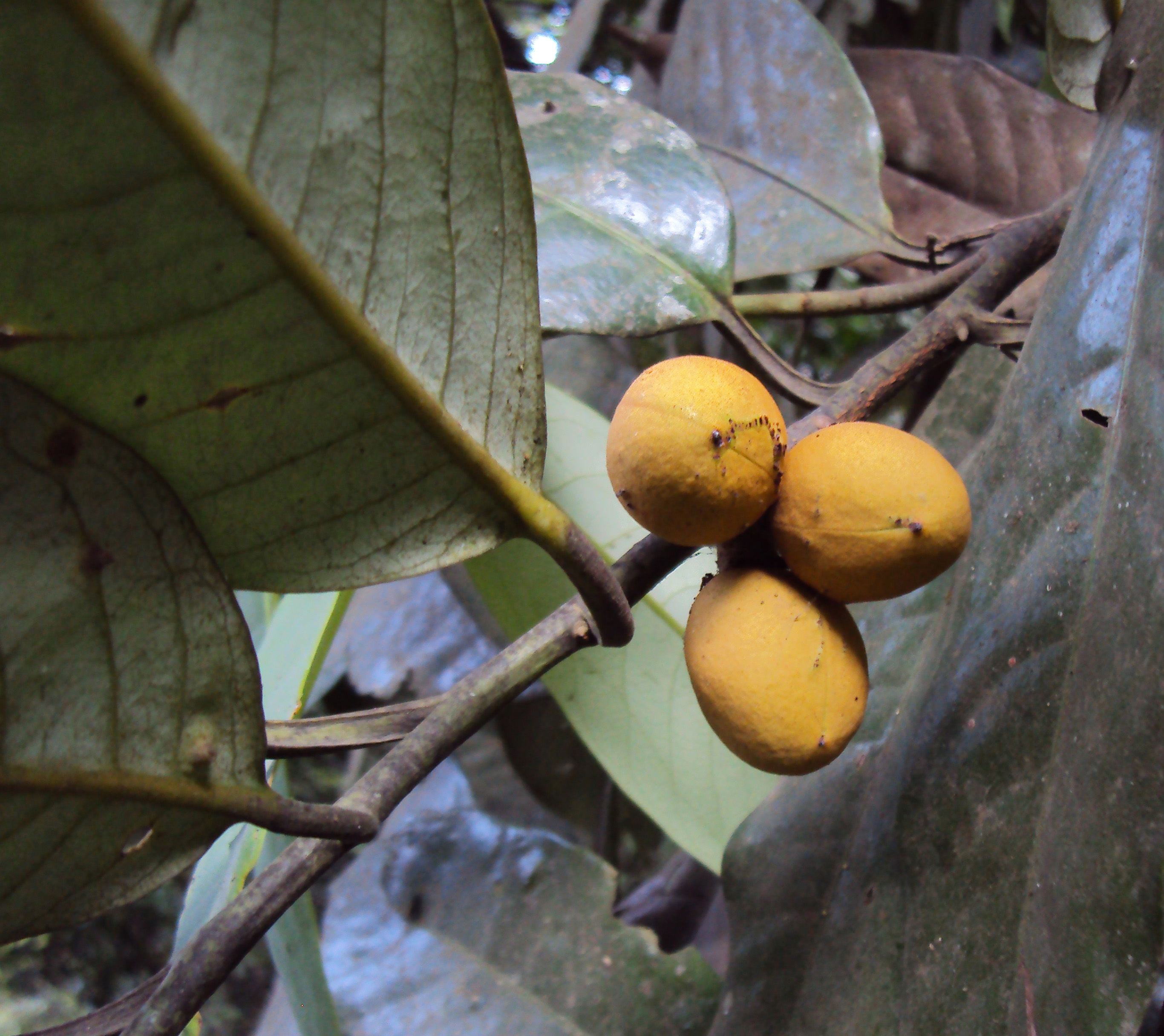
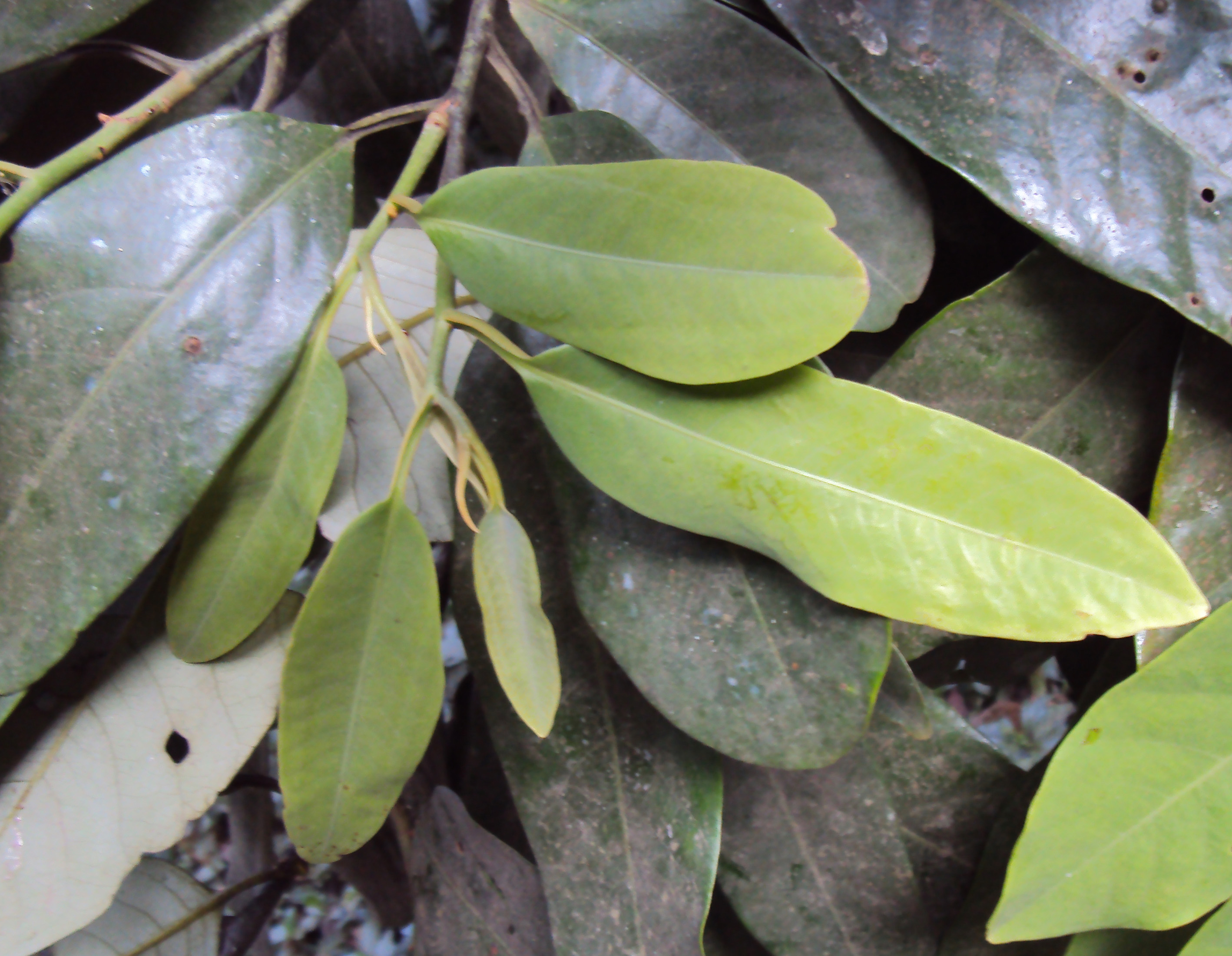
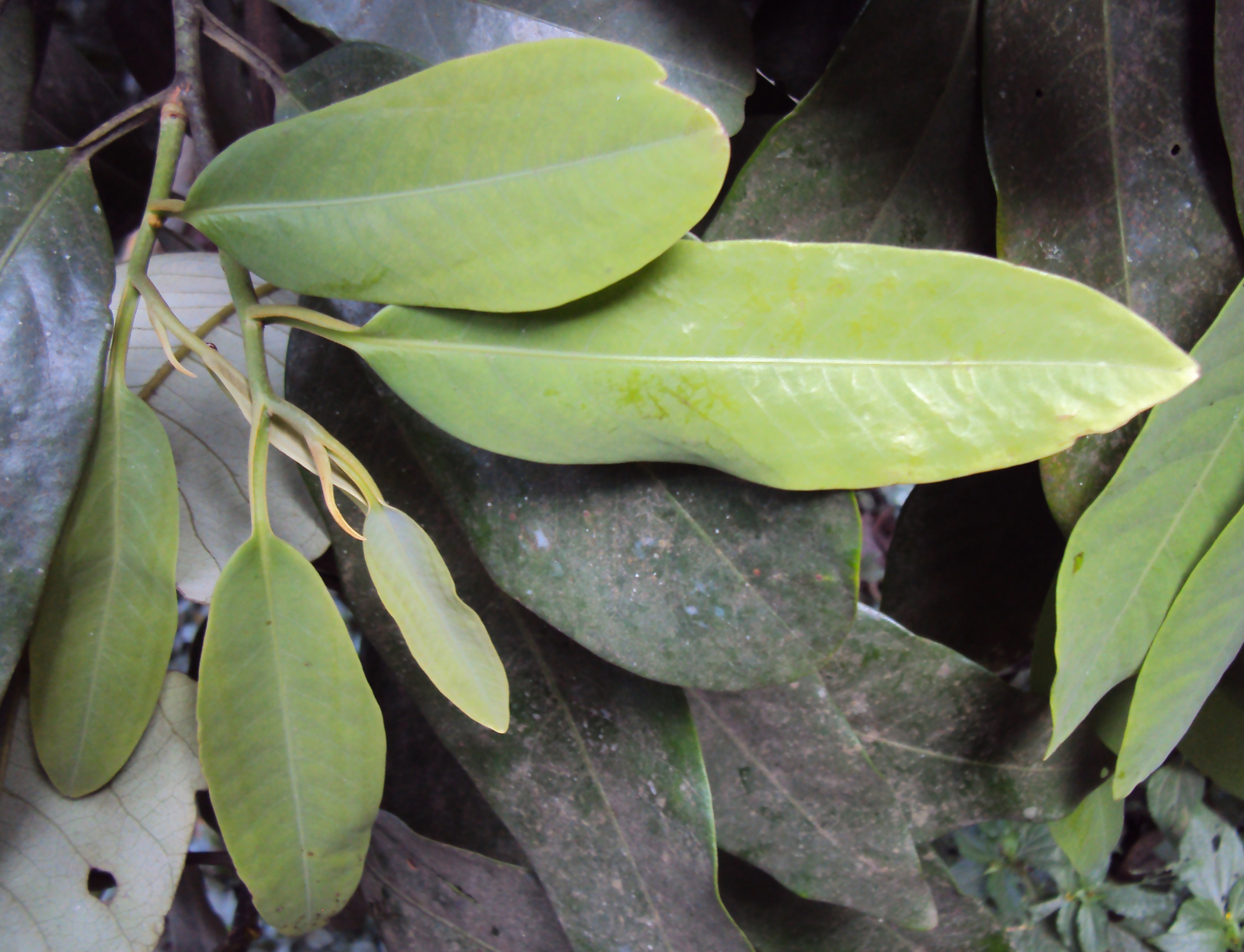
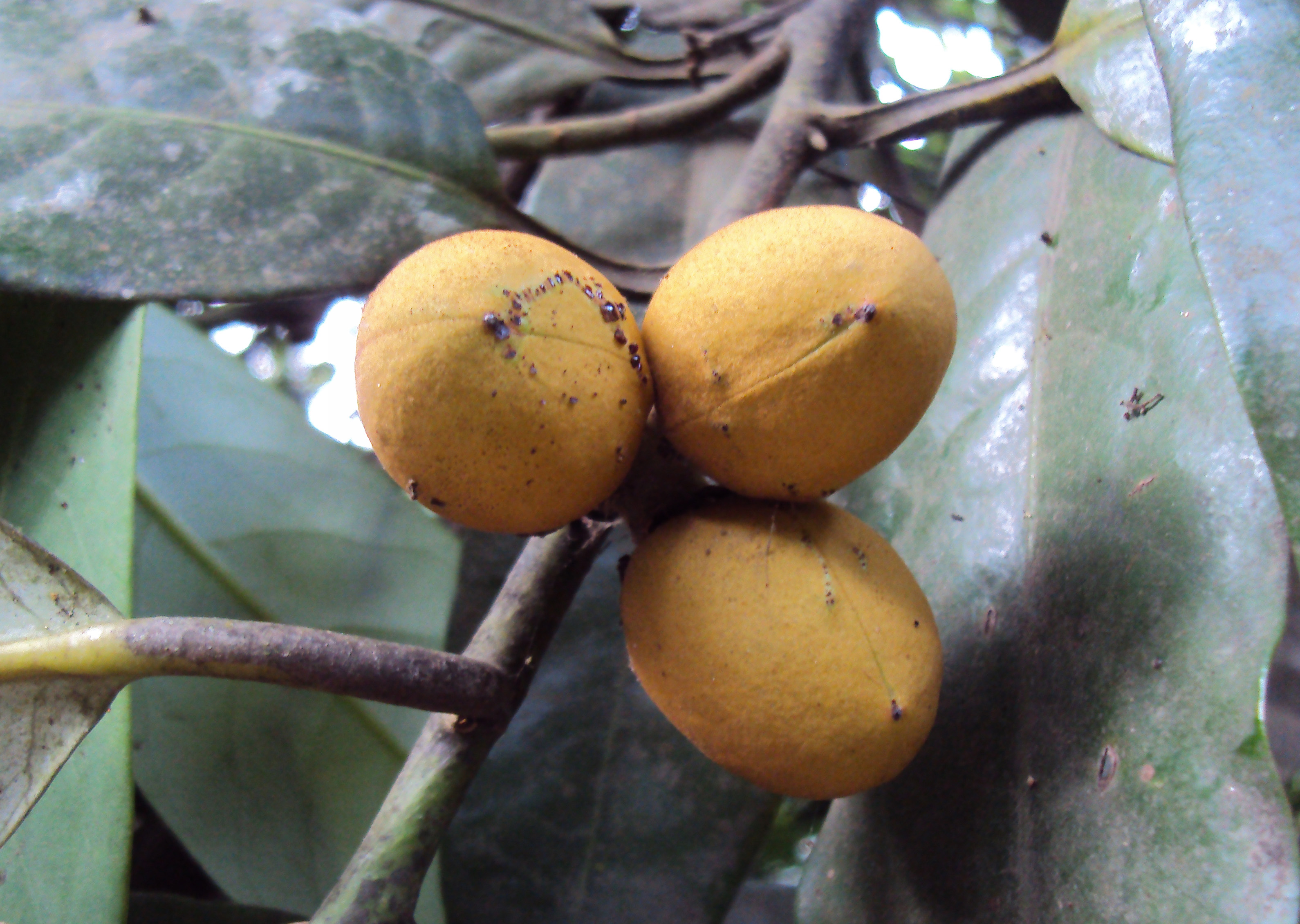
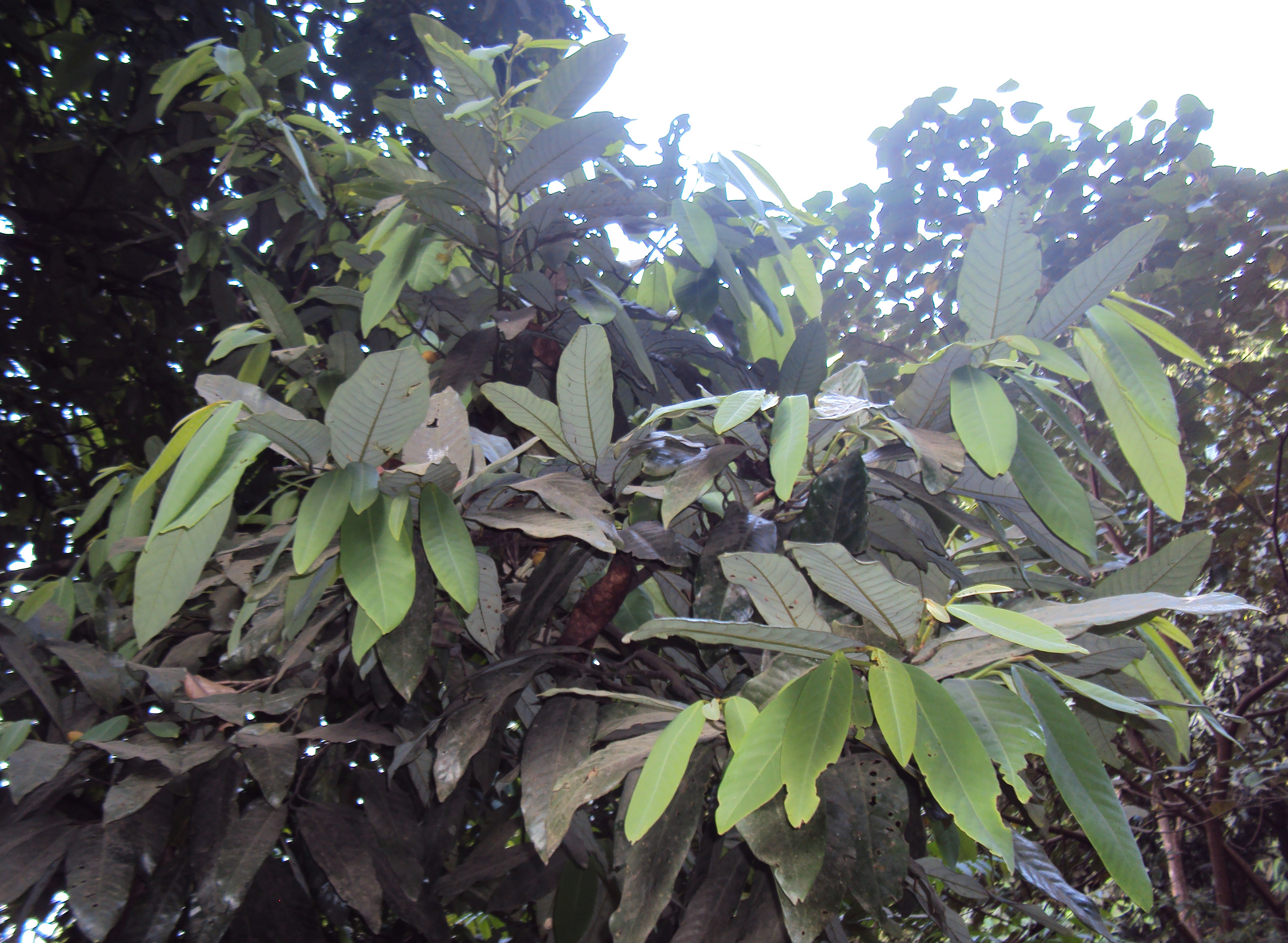
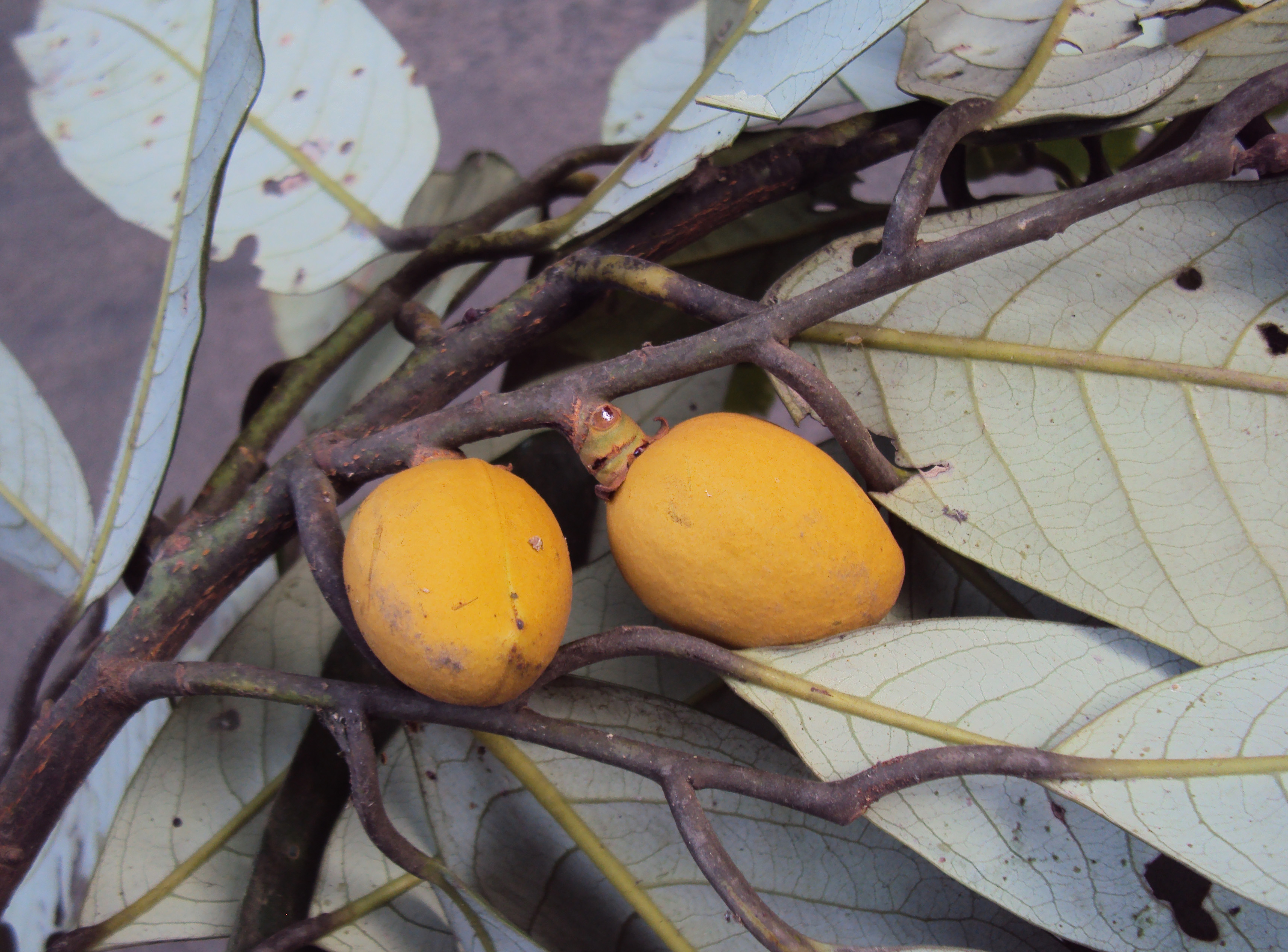